# Olympische Sommerspiele 1996/Teilnehmer (Finnland)
| Gelbes Symbol für Goldmedaillen mit stilisierten Olympischen Ringen | Graues Symbol für Silbermedaillen mit stilisierten Olympischen Ringen | Braundes Symbol für Bronzemedaillen mit stilisierten Olympischen Ringen |
| ------------------------------------------------------------------- | --------------------------------------------------------------------- | ----------------------------------------------------------------------- |
| 1                                                                   | 2                                                                     | 1                                                                       |

Finnland nahm bei den Olympischen Sommerspielen 1996 in der US-amerikanischen Metropole Atlanta mit 76 Sportlern, 29 Frauen und 47 Männern, in 15 Sportarten teil.
Seit 1908 war es die zwanzigste Teilnahme Finnlands bei Olympischen Sommerspielen.

## Flaggenträger
Der Kanute Mikko Kolehmainen trug die Flagge Finnlands, während der Eröffnungsfeier am 19. Juli im Centennial Olympic Stadium.

## Medaillengewinner
Mit einer gewonnenen Gold-, zwei Silber- und einer Bronzemedaille belegte das finnische Team Platz 40 im Medaillenspiegel.

### Gold
| Name/n        | Sportart       | Wettkampf         |
| ------------- | -------------- | ----------------- |
| Heli Rantanen | Leichtathletik | Frauen, Speerwurf |

### Silber
| Name/n        | Sportart  | Wettkampf                         |
| ------------- | --------- | --------------------------------- |
| Marko Asell   | Ringen    | Weltergewicht, griechisch-römisch |
| Jani Sievinen | Schwimmen | 200 Meter Lagen                   |

### Bronze
| Name/n     | Sportart       | Wettkampf |
| ---------- | -------------- | --------- |
| Seppo Räty | Leichtathletik | Speerwurf |

## Teilnehmer nach Sportarten

### Badminton
- Pontus Jäntti
Einzel: 17. Platz

- Robert Liljequist
Einzel: 33. Platz

### Bogenschießen
- Tomi Poikolainen
Einzel: 12. Platz
Mannschaft: 8. Platz

- Jari Lipponen
Einzel: 20. Platz
Mannschaft: 8. Platz

- Tommi Tuovila
Einzel: 32. Platz
Mannschaft: 8. Platz

### Fechten
- Minna Lehtola
Frauen, Degen, Einzel: 34. Platz

### Gewichtheben
- Jouni Grönman
Leichtgewicht: 17. Platz

- Janne Kanerva
II. Schwergewicht: 14. Platz

### Judo
- Pasi Laurén

Halbleichtgewicht: 21. Platz

### Kanu
- Mikko Kolehmainen
Einer-Kajak, 500 Meter: 7. Platz
Einer-Kajak, 1000 Meter: 9. Platz

### Leichtathletik
- Harri Hänninen
Marathon: 32. Platz

- Risto Ulmala
Marathon: Rennen nicht beendet

- Antti Haapakoski
110 Meter Hürden: Vorläufe

- Valentin Kononen
50 Kilometer Gehen: 7. Platz

- Antero Lindman
50 Kilometer Gehen: 30. Platz

- Jani Lehtinen
50 Kilometer Gehen: Rennen nicht beendet

- Heikki Vääräniemi
Stabhochsprung: 18. Platz in der Qualifikation

- Mika Halvari
Kugelstoßen: 14. Platz in der Qualifikation

- Arsi Harju
Kugelstoßen: 18. Platz in der Qualifikation

- Marko Wahlman
Hammerwurf: 23. Platz in der Qualifikation

- Seppo Räty
Speerwurf: Bronze

- Kimmo Kinnunen
Speerwurf: 7. Platz

- Harri Hakkarainen
Speerwurf: 14. Platz in der Qualifikation

- Sanna Hernesniemi-Kyllönen
Frauen, 100 Meter: Viertelfinale
Frauen, 200 Meter: Viertelfinale
Frauen, 4 × 100 Meter: Vorläufe

- Annemari Sandell
Frauen, 10.000 Meter: 12. Platz

- Kirsi Rauta
Frauen, Marathon: Rennen nicht beendet

- Johanna Manninen
Frauen, 4 × 100 Meter: Vorläufe

- Heidi Suomi
Frauen, 4 × 100 Meter: Vorläufe

- Anu Pirttimaa
Frauen, 4 × 100 Meter: Vorläufe

- Sari Essayah
Frauen, 10 Kilometer: 16. Platz

- Heli Koivula-Kruger
Frauen, Weitsprung: In der Qualifikation ausgeschieden
Frauen, Dreisprung: 23. Platz in der Qualifikation

- Karoliina Lundahl
Frauen, Kugelstoßen: 19. Platz in der Qualifikation

- Heli Rantanen
Frauen, Speerwurf: Gold

- Mikaela Ingberg
Frauen, Speerwurf: 7. Platz

- Taina Uppa-Kolkkala
Frauen, Speerwurf: 19. Platz in der Qualifikation

- Tiia Hautala
Frauen, Siebenkampf: 21. Platz

### Radsport
- Joona Laukka
Straßenrennen, Einzel: 57. Platz

- Kari Myyryläinen
Straßenrennen, Einzel: 63. Platz

- Jukka Heinikainen
4000 Meter Einzelverfolgung: In der Qualifikation ausgeschieden

- Tea Vikstedt-Nyman
Frauen, Straßenrennen, Einzel: 34. Platz
Frauen, Einzelzeitfahren: 6. Platz
Frauen, Punkterennen: 7. Platz

- Mira Kasslin
Frauen, Sprint: 2. Runde

### Reiten
- Kyra Kyrklund
Dressur, Einzel: 28. Platz

### Rhythmische Sportgymnastik
- Katri Kalpala
Einzel: Vorrunde

### Ringen
- Marko Yli-Hannuksela
Leichtgewicht, griechisch-römisch: 15. Platz

- Marko Asell
Weltergewicht, griechisch-römisch: Silber

- Tuomo Karila
Mittelgewicht, griechisch-römisch: 11. Platz

- Harri Koskela
Halbschwergewicht, griechisch-römisch: 20. Platz

- Juha Ahokas
Superschwergewicht, griechisch-römisch: 14. Platz

### Rudern
- Tomas Söderblom
Einer: 14. Platz

- Laila Finska-Bezerra
Frauen, Einer: 12. Platz

### Schießen
- Petri Eteläniemi
Schnellfeuerpistole: 19. Platz

- Juha Hirvi
Luftgewehr: 15. Platz
Kleinkaliber, Dreistellungskampf: 13. Platz
Kleinkaliber, liegend: 42. Platz

- Krister Holmberg
Laufendes Ziel: 6. Platz

- Raimo Kauppila
Doppeltrap: 15. Platz

- Riitta-Mari Murtoniemi
Frauen, Doppeltrap: 5. Platz

- Satu Pusila
Frauen, Doppeltrap: 11. Platz

### Schwimmen
- Janne Blomqvist
50 Meter Freistil: 36. Platz
4 × 100 Meter Freistil: 12. Platz

- Kalle Varonen
100 Meter Freistil: 44. Platz
4 × 100 Meter Freistil: 12. Platz

- Jani Sievinen
200 Meter Freistil: 17. Platz
4 × 100 Meter Freistil: 12. Platz
200 Meter Lagen: Silber 
400 Meter Lagen: 17. Platz

- Antti Kasvio
200 Meter Freistil: 18. Platz
4 × 100 Meter Freistil: 12. Platz

- Vesa Hanski
100 Meter Schmetterling: 25. Platz
200 Meter Schmetterling: 10. Platz

- Petteri Lehtinen
200 Meter Lagen: 19. Platz

- Minna Salmela
Frauen, 50 Meter Freistil: 34. Platz
Frauen, 100 Meter Freistil: 22. Platz
Frauen, 4 × 100 Meter Freistil: 12. Platz
Frauen, 4 × 100 Meter Lagen: 14. Platz

- Paula Harmokivi
Frauen, 200 Meter Freistil: 18. Platz
Frauen, 400 Meter Freistil: 33. Platz
Frauen, 4 × 100 Meter Freistil: 12. Platz

- Marja Heikkilä
Frauen, 4 × 100 Meter Freistil: 12. Platz

- Marja Pärssinen-Päivinen
Frauen, 4 × 100 Meter Freistil: 12. Platz
Frauen, 100 Meter Schmetterling: 22. Platz
Frauen, 4 × 100 Meter Lagen: 14. Platz

- Anu Koivisto
Frauen, 100 Meter Rücken: 23. Platz
Frauen, 200 Meter Rücken: 25. Platz
Frauen, 4 × 100 Meter Lagen: 14. Platz

- Mia Hagman
Frauen, 100 Meter Brust: 32. Platz
Frauen, 200 Meter Brust: 27. Platz
Frauen, 4 × 100 Meter Lagen: 14. Platz

### Segeln
- Jali Mäkilä
Finn Dinghy: 11. Platz

- Petri Leskinen
470er: 4. Platz

- Mika Aarnikka
470er: 4. Platz

- Thomas Johanson
Laser: 8. Platz

- Richard Grönblom
Star: 20. Platz

- Ville Kurki
Star: 20. Platz

- Minna Aalto
Frauen, Windsurfen: 20. Platz

- Chita Smedberg
Frauen, Europe: 19. Platz